# Florencio Sánchez (Uruguai)
Florencio Sánchez és una localitat del sud de l'Uruguai.

## Geografia
La localitat es troba a una altitud de 156 msnm (altres fonts parlen de 140 metres), al  departament uruguaià de Colonia. A pocs quilòmetres al nord de la frontera es troba la població de Cardona, departament de Soriano.
La ruta 102 connecta Florencio Sánchez amb la ciutat de Rosario. A l'oest, per la ruta 2, la població connecta amb Mercedes i Fray Bentos.

## Població
Florencio Sánchez té una població aproximada de 3.526 habitants, segons les dades del cens del 2004. És una ciutat en creixement en termes de desenvolupament de la població des de 1996, quan només 3.038 persones van ser registrades.